# Return of the Champions
Return of the Champions je živé dvoudiskové album obsahující záznam koncertu Queen s Paulem Rodgersem z Sheffieldu. Dále toto album vyšlo jako DVD.

## Seznam skladeb
Všechny hlavní vokály kromě označených zpívá Paul Rodgers.
- První disk:

1. „Reaching Out“ (Black, Hill)
2. „Tie Your Mother Down“ (Brian May)
3. „I Want to Break Free“ (John Deacon)
4. „Fat Bottomed Girls“ (Brian May)
5. „Wishing Well“ (Paul Rodgers, Paul Kossoff, Bundrick, Yamauchi, Simon Kirke)
6. „Another One Bites the Dust“ (John Deacon)
7. „Crazy Little Thing Called Love“ (Freddie Mercury)
8. „Say It's Not True“ (Roger Taylor) - hlavní vokály: Roger Taylor.
9. „'39“ (Brian May) - hlavní vokály: Brian May.
10. „Love of My Life“ (Freddie Mercury) - hlavní vokály: Brian May.
11. „Hammer to Fall“ (Brian May) - hlavní vokály: Brian May & Paul Rodgers.
12. „Feel Like Makin' Love“ (Paul Rodgers, Mick Ralphs)
13. „Let There Be Drums“ (Sandy Nelson, Richard Podolor)
14. „I'm In Love With My Car“ (Roger Taylor) - hlavní vokály: Roger Taylor.
15. „Guitar solo“ (Brian May)
16. „Last Horizon“ (Brian May)

- Druhý disk:

1. „These Are the Days of Our Lives“ (Roger Taylor) - hlavní vokály: Roger Taylor.
2. „Radio Ga Ga“ (Roger Taylor) - hlavní vokály: Roger Taylor & Paul Rodgers.
3. „Can't Get Enough“ (Mick Ralphs)
4. „A Kind of Magic“ (Roger Taylor)
5. „I Want It All“ (Brian May) - hlavní vokály: Paul Rodgers a Brian May.
6. „Bohemian Rhapsody“ (Freddie Mercury) - hlavní vokály: Freddie Mercury (playback) a Paul Rodgers.
7. „The Show Must Go On“ (Queen)
8. „All Right Now“ (Andy Fraser, Paul Rodgers)
9. „We Will Rock You“ (Brian May)
10. „We Are the Champions“ (Freddie Mercury)
11. „God Save the Queen“ (Traditional, arr. Brian May)
12. „It's A Beautiful Day (Remix)“ (Queen) - hlavní vokály: Freddie Mercury (playback).
13. „Imagine“ (John Lennon) - hlavní vokály: Brian May, Roger Taylor a Paul Rodgers.

Skladby 12–13 jsou bonusovými písněmi na DVD.